# Steffi Nerius
Steffi Nerius (Bergen auf Rügen, 1. srpnja 1972.) je njemačka atletičarka, bacačica koplja.
Nakon tri brončane medalje na SP konačno je i to potpuno neočekivano osvojila zlato na  Svjetskom prvenstvu u Berlinu 2009. godine.